# Le Vigan, Gard
Le Vigan este o comună în departamentul Gard din sudul Franței. În 2009 avea o populație de 3.959 de locuitori.
Le Vigan este un oraș în Franța, sub-prefectură a departamentului Gard în regiunea Languedoc-Roussillon.

## Istoric
Viganul ar fi putut fi sediul diecezei Arisitum. Reuniunea dioceza de Nimes la 798, el a devenit un protopop, care realizează în mod constant de-a lungul Evului Mediu numele archipresbiteratus Arisdii. Acest arhiepiscop va fi detașat din Dieceza de la Nîmes în 1694, pentru a contribui la formarea Diecezei lui Alais.
În jurul anului 1050 a fost înființată o primărie, sub titlul de Sf. Petru, care a fost dată călugărilor din mănăstirea Saint-Victor de Marseille.
În Evul Mediu și până în 1790, The Vigan a fost capitala unui viguerie, care a constat din 29 de comunități în 1384, 33 în 1435 și 37 în 1582. Orașul Vigan a avut, în 1384, 37 de incendii, iar în 1789, 685 de incendii.
Vigan a fost secolele XVII-XVIII, reședința a subdelega de intendentul și guvernul Languedoc pentru toate Cevennes. Sediul subdelegării a fost la Hotelul La Condamine. În mod similar, în hotelul Ginestous a fost înființat un guvernator pentru orașele Meyrueis, Sumene și Le Vigan. Orașul era capitala administrativă a Cevennes-ului de Vest, importantă datorită marilor sale târguri și rolului său de oraș scenic pentru trupele aflate în mișcare. Satul și regiunea sa din apropiere au fost relativ puțin afectat de luptă și focul în timpul Războiului de Ceveni din 1702-1704, dar Jacques Daude, judecător și primar al Vigan și subdelegarea Guvernatorului Languedoc Baville, nu a fost mai puțin asasinat în apropiere din casa sa, pe 5 iunie 1704, de către trei bărbați, în timp ce Cavalier, războinicul Camisard, și-a negociat predarea cu mareșalul Villars.

## Geografie

### Locație
Acest Cevennes comun este situat la sud de Massif Central și în apropiere de Muntele Aigoual, în valea Arre.

### Toponimie
Comuna se numește Lo Vigan, pr. [citește βiɣon] în limba oc.

### Seismicitate
Orașul se află într-o zonă cu seismicitate redusă.

### Clima
Clima Vigan este mediteraneană, este caracterizată de ierni blânde, o secetă de vară și ploi abundente la echinocți. Furtunile de furtună pot provoca inundații violente în timpul episodului Cevennes. Aceste ploi torențiale însoțite de furtuni foarte localizate sunt concentrate în câteva ore sau chiar câteva zile. Acestea se datorează, în principal, întâlnirii dintre aerul rece care vine de la Oceanul Atlantic care se ridică pe vârfurile Cevennes și pe aerul cald care vine de la Marea Mediterană. Datorită proximității sale față de Cevennes, în special de masivul Aigoual, ninsori, uneori importante, nu sunt rare, dar în general sunt de scurtă durată. Ca urmare, comuna este considerată a fi expusă riscului natural de inundații. Acesta a făcut obiectul mai multor decrete de recunoaștere a dezastrului natural. Cantitatea medie anuală de precipitații este între 1.300 și 1.500 mm; trebuie remarcat faptul că la sfârșitul lunii ianuarie 1996 au fost deja înregistrate peste 1 000 mm în această lună. 

## Evoluția populației
| An        | 1975  | 1982  | 1990  | 1999  | 2006  | 2009  |
| --------- | ----- | ----- | ----- | ----- | ----- | ----- |
| Populație | 4.293 | 4.517 | 4.523 | 4.429 | 4.059 | 3.959 |

## Personalități născute aici
- Emmanuel d’Alzon (1810 - 1880), preot, ridicat la rangul de venerabil de către papă.